# Phoenix Marie

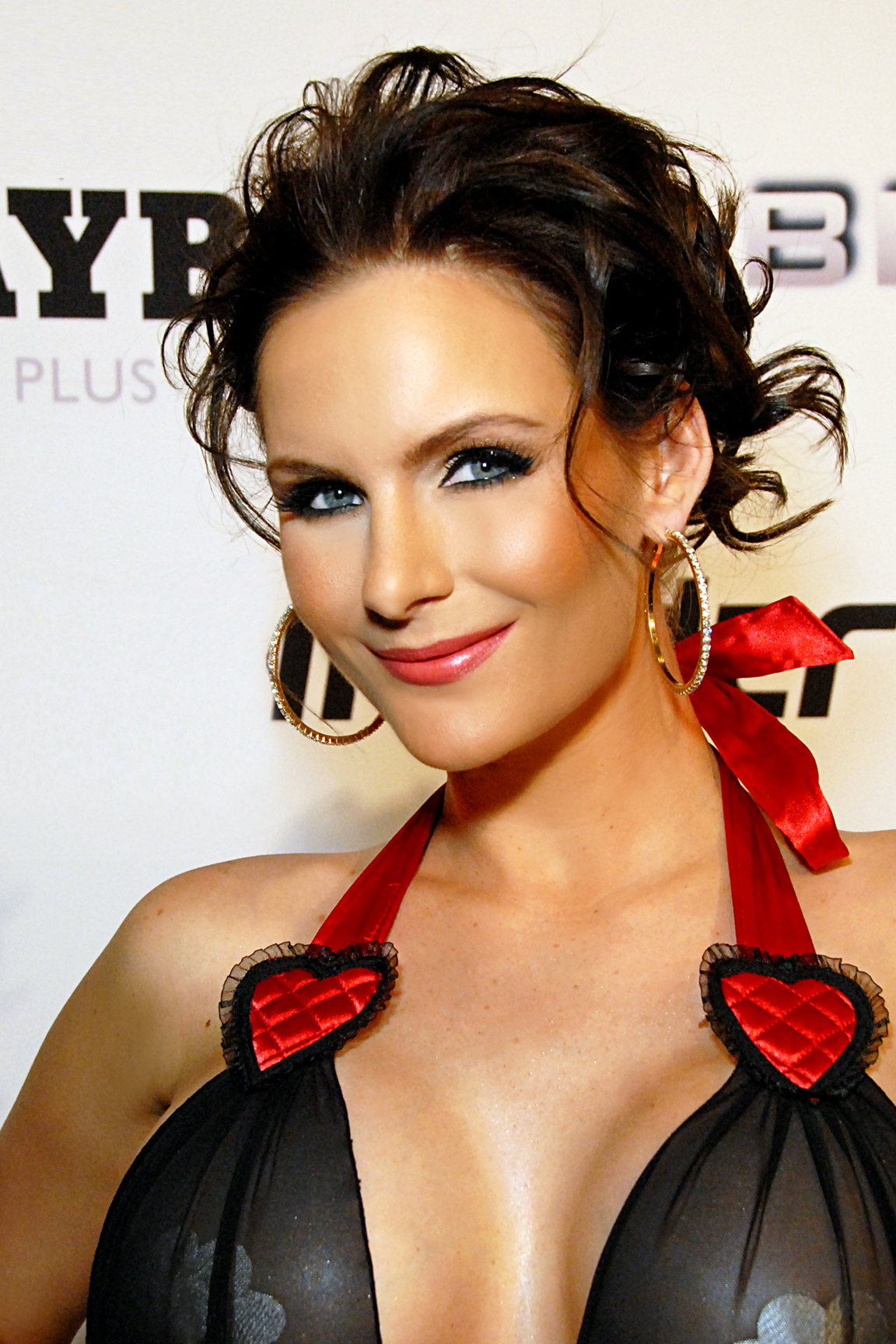
Phoenix Marie

Phoenix Marie (Riverside, Kalifornia, 1981. szeptember 21. –) amerikai hardcore pornószínésznő.

## Élete
Phoenix Marie az amerikai Los Angeles, Kalifornia lakója. 175 centiméter magas. Két kínai jelű tetoválása van. Kiskorában szégyenlős volt, a pornó iparban eltöltött idő alatt segített fejleszteni a személyiségét, kiegészíteni a hiányosságot, amit fiatal korában kellett elviselnie.
2007-től előrehaladva Phoenix Marie több, mint 200 felnőtt tartalmú filmben szerepelt, sokféle weboldalon és mindenféle cégeknek dolgozott. A híresebb cégek közé tartozik a Bang Bros és Brazzers Entertainment. Análszex jelenetei miatt Phoenix Marie általános elismerést és nevet szerzett magának a szakmában. Jelölték XBIZ-díjra és AVN-díjra is 2010-ben. F.A.M.E-díjat nyert el ugyanebben az évben a legjobb fenék és legjobb anál fiatal sztár kategóriákban.

## Válogatott filmográfia
| - 2013 Cirque du Hole-A (video) - 2013 Analingus (video) - 2012 Mom's Cuckold 10 (video) - 2012 Bra Busters 3 (video) - 2012 Cum Fart Cocktails 9 (video) - 2012 Xena XXX: An Exquisite Films Parody (video) - 2012 Give Me Pink 11 (video) - 2012 Lesbian Slumber Party 2: Lesbians in Training (video) |